# Дондуков, Николай Александрович
Николай Александрович Дондуков — советский авиационный инженер и государственный деятель, конструктор авиационных и ракетных двигателей, кандидат технических наук.

## Биография

### Образование и работа в авиационной промышленности
Родился 19 декабря 1928 года в г. Уральске Западно-Казахстанской области.
Трудовую деятельность Николай Дондуков начал в 1952 году по окончании моторного факультета Куйбышевского авиационного института. 
В период 1952—1983 годы работал в должностях:
- конструктор нестандартного оборудования, руководитель бригады;
- заместитель главного конструктора (1964-1966), главный конструктор и руководитель (1966-1974) Куйбышевского конструкторского бюро машиностроения (ККБМ)[1];
- с 1974 года заместитель министра авиационной промышленности СССР[1] (по другим данным этот пост он занял в 1975 году[3]).

После неудачной попытки запустить в серию двигатель НК-4 у Н. Д. Кузнецова в 1958 году появилась мысль о конвертировании авиадвигателей для использования их в народном хозяйстве в качестве приводов для буровых установок у нефтяников, газовиков, на   компрессорных   станциях, в энергетике, для судов на воздушной подушке и т. п. Это новое дело было поручено бригаде Николая Дондукова. С НК-4 это сделать не удалось, на какое-то время газонефтяная тематика была закрыта. Однако, позднее под руководством Дондукова был создан двигатель НК-12СТ, который серийно выпускается и успешно эксплуатируется в нашей стране и за рубежом
В период руководства ККБМ Дондуков организовал разработку ряда жидкостных ракетных двигателей (ЖРД), в том числе для Лунной программы СССР. Под его руководством создавались ракетные двигатели НК-31 и НК-39. Созданные в ККБМ ЖРД, работающие на кислороде и керосине по замкнутой схеме с дожиганием генераторного газа в камере сгорания и по сей день являются передовыми (как по тяговооруженности, так и по экологической безопасности). 
Кроме ракетной тематики в ККБМ велись работы по увеличению ресурса двигателей НК-12М и НК-12МА, разработки самолётных моторов НК-144А для Ту-144 и НК-22 для Ту-22.

### Смерть
Николай Александрович Дондуков свои последние годы жил в Москве. Он умер в 1983 году.

### Семья
Дондуков был женат, жена Екатерина Митрофановна (в девичестве Берниченко), преподаватель английского языка. 
В семье Дондуковых было двое детей: сын Александр, российский авиационный инженер, учёный и государственный деятель и дочь Наталья, врач.

## Награды и звания
- Орден Ленина[1]
- Орден Октябрьской Революции[1]
- Орден Трудового Красного Знамени[2]
- Лауреат Государственной премии СССР[2]